# Walther Tröge
Walt(h)er Tröge (* 1887 oder 1888 in Mattstedt; † 1955 in Bonn) war ein deutscher Volkswirt, Schriftsteller, Genealoge und thüringischer Mundartautor.

## Leben und Wirken
Tröge wurde in Mattstedt bei Apolda als Sohn eines Pfarrers geboren und lebte später als Volkswirt und Syndikus in Weimar, wo er Schriftleiter des Thüringer Bauernspiegels wurde, sich auch als Schriftsteller, Genealoge und Mundartautor betätigte und im Thüringer Bauernbund aktiv war. Er wurde Referent für bäuerliche Kultur bei der Landesbauernschaft Thüringen. Inhaltlich passte er die meisten seiner Werke der damaligen Zeit an. Nach Ende des Zweiten Weltkrieges verließ er Thüringen. Als Abschluss der Reichsnährstandsausstellung 1934 in Erfurt wurde sein Volksschauspiel Bauernland in Flammen aufgeführt. Er starb 1955 in Bonn.

## Schriften (Auswahl)
- Beiträge zur älteren Geschichte Neumarks (Mit familiengeschichtlichem Material). In: Thüringer Bauernspiegel. Band 6, 1929.
- Schnippchen on Wippchen. Ein Lesebuch in nordostthüringischer Mundart. Weimar 1930.
- D'r Eechhofbauer. Volksstück in Thüringer Mundart aus der Zeit des Weltkrieges in 5 Bildern. Weimar 1931.
- Ahnentafeln berühmter Männer. In: Thüringer Heimatspiegel. Monatsblätter für Heimatkultur und vaterländisches Denken 8 (1931), S. 157–159.
- Adolf Bartels-Weimar über Familien- und Rasseforschung. In: Thüringer Heimatspiegel. Monatsblätter für Heimatkultur und vaterländisches Denken 9 (1932), S. 364–365.
- Schäfer und Schäferei auf altthüringischem Boden. Weimar [1934].
- D'r schwarze Hans vun Kerspleben. Bauernspiel in thüringischer Mundart aus der Zeit der Bauernerhebung 1525 in 3 Bildern. Weimar 1934.
- Sind die Altenburger Bauern Wenden? 1935.
- Goethes Ahnenschaft in landschaftlicher und ständischer Gliederun. In:  Goethe – Vierteljahresschrift der Goethe-Gesellschaft, Band 2, 1937.
- Wesen und Werden der thüringischen Mundarten. Eine Studie. Weimar 1937.
- Thüringische Gärtnersippen als Bahnbrecher neuer Zeiten. Eine soziologische Studie. Jena 1937.
- Beiträge zur thüringischen Volkskunde: Das wehrhafte mitteldeutsche Dorf. Eine heimatkundliche Studie . 1937.
- Der Sachsenherzog Heinrich der Löwe und Thüringen. Neustadt 1938.
- Alte Thüringer Hofnamen und Höfe. Eisenach 1939.
- Feldherren, Reich, Europa. 1942.
- Feuer und Farbe. Wien 1943.